# J.P. Luijsterburg
JP Luijsterburg (Leiden, 15 oktober 1967) is een Nederlands filmeditor.

## Biografie
Luijsterburg richtte in 1990, samen met Petra Goedings, het filmproductiebedrijf Phanta Vision op. Hij studeerde in 1993 af aan de Nederlandse Film en Televisie Academie en begon in 1995 aan zijn eerste speelfilmmontage met Ian Kerkhofs Naar de klote! In de jaren daarop monteerde hij diverse documentaires (ruim 150), grote televisieseries en speelfilms. 
Verder werkt hij als gastdocent en coach en geeft hij workshops over filmmontage aan, onder andere, de Nederlandse Film en Televisie Academie.

## Selectieve filmografie
- Hollands Hoop (televisieserie 3 seizoenen) (2014 - 2020)
- Grenslanders (televisieserie 8 afleveringen) (2019)
- HhhH (televisieserie) (2017)
- Annie M.G. (televisieserie) (2009)
- Arigato (kort) (2012)
- Beyond Ultra Violence: Uneasy Listening by Merzbow (documentaire) (1998)
- Bikkel (documentaire) (2008)
- De achtertuin van Jan Wolkers (televisiedocumentaire) (2002)
- De belager (2000)
- De geheimen van Barslet (televisieserie) (2012)
- De Griezelbus (2005)
- De Heineken ontvoering (2011)
- De zeven van Daran, de strijd om Pareo Rots (2008)
- DNW (televisiedocumentaire) (1998)
- Dunya en Desie in Marokko (2008)
- Dunya & Desie (televisieserie) (2002)
- Exit (2013)
- First Mission (2010)
- Fok jou! (televisieserie) (2006)
- Het verloren land (documentaire) (2006)
- I Killing Time (kort) (2000)
- In Europa (35 afleveringen) (2007-2009)
- Kattenkwaad (kort) (2010)
- Kicks (2007)
- Kroeskop (kort) (2006)
- Laat op de avond na een korte wandeling... (televisiedocumentaire) (1995)
- Mafrika (2008)
- Moes (televisieserie) (2008)
- Morlang (2001)
- Naar de klote! (1996)
- Nachtrit (2006)
- Offers (2005)
- Pizza Maffia (2011)
- Purple Hearts (televisiedocumentaire) (2005)
- Sonic Fragments - The Poetics of Digital Fragmentation (2000)
- The Bitch Is Back (kort) (1995)
- The Oath (kort) (1996)
- The Promised Land (televisiedocumentaire) (2003)
- The Smell of Paradise (documentaire) (2005)
- Ushi Must Marry (2013)
- Van een andere orde (1998)
- Wilde mossels (2000)
- Zusjes (televisieserie) (2013)